# Gonomyia (Gonomyia) nubeculosa
Gonomyia (Gonomyia) nubeculosa is een tweevleugelige uit de familie steltmuggen (Limoniidae). De soort komt voor in het Oriëntaals gebied.